# Paraguanajuatite
La paraguanajuatite è un minerale.